# 大館盆地

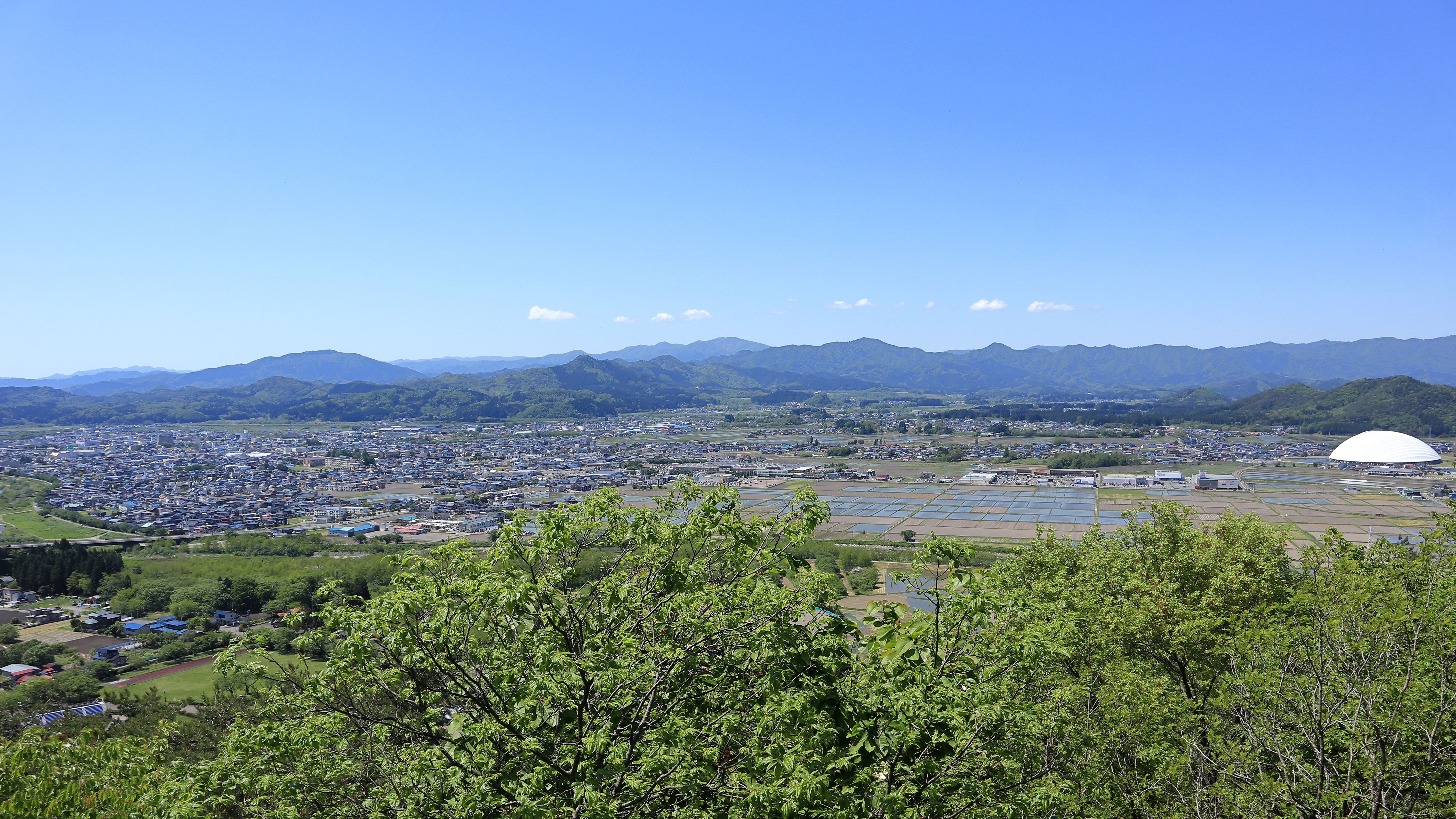
大館盆地

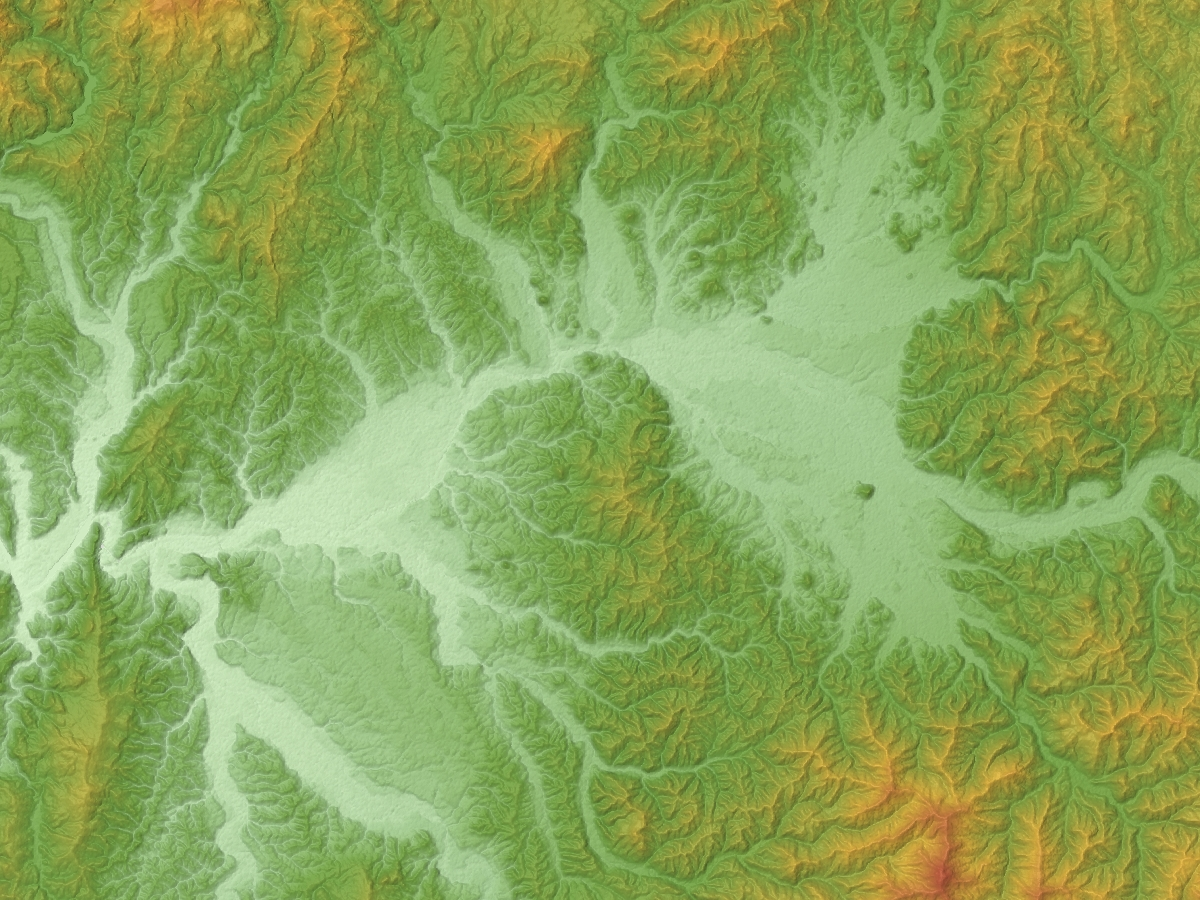
鷹巣盆地(左)と大館盆地(右)

大館盆地（おおだてぼんち）は、秋田県の北東部に位置する盆地。

## 地理的特徴

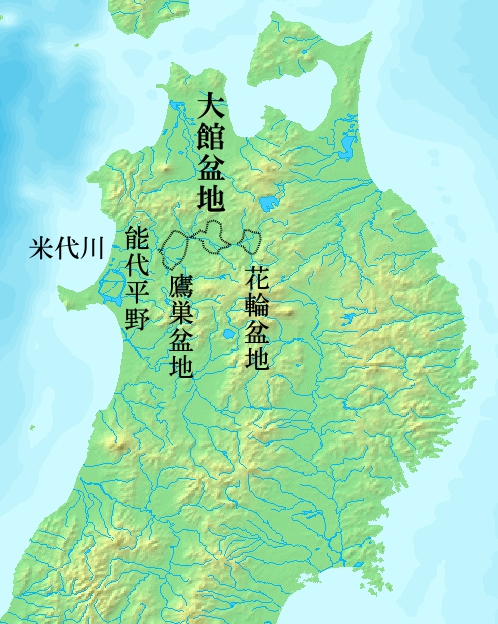
大館盆地の位置

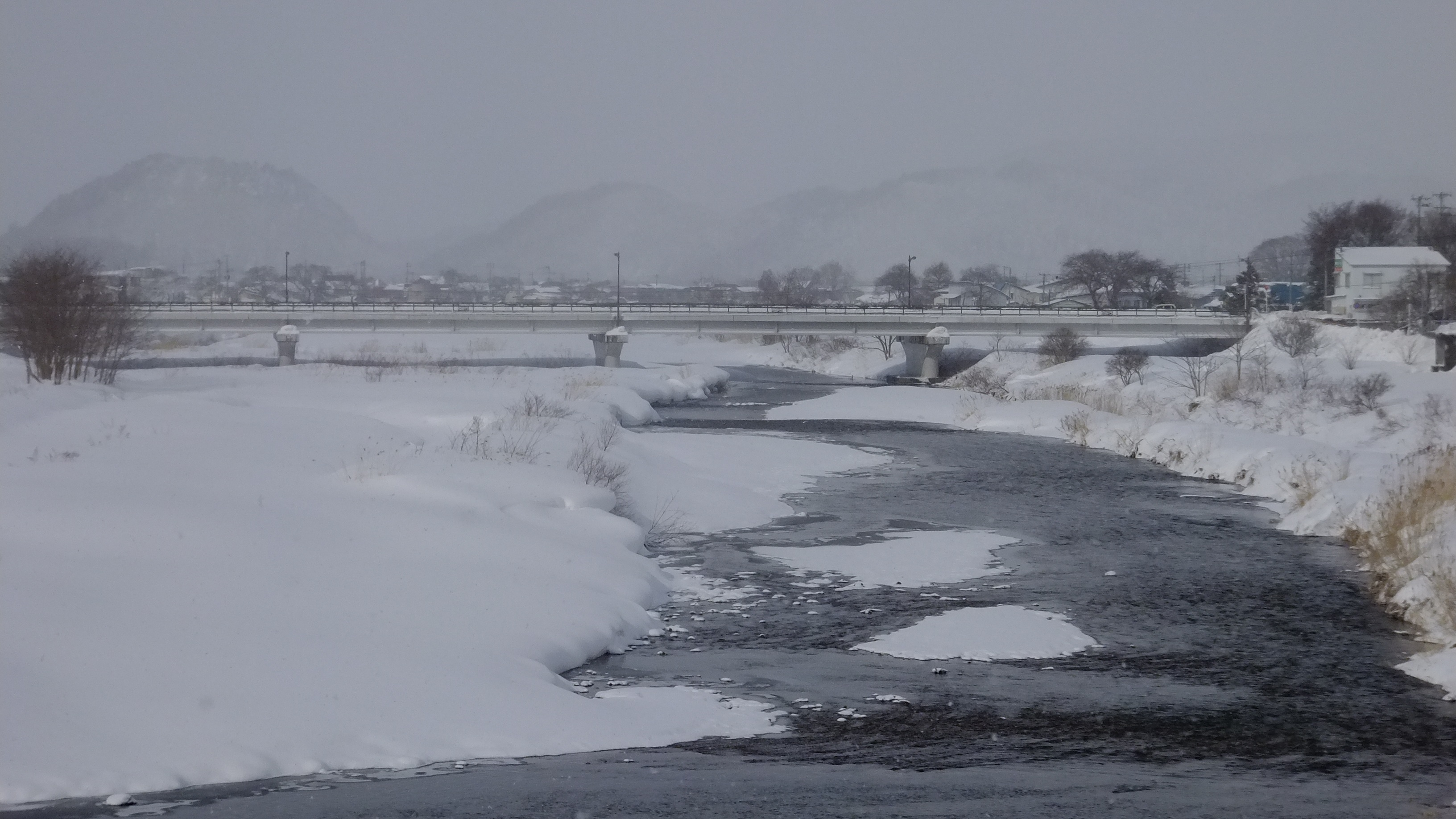
米代川の支流、長木川。

大館盆地は米代川の中流の内陸盆地で、河口から50kmほど遡ったあたりに東西10km、南北15kmほどの平地を形成している。盆地の中央を米代川が東から西へ流れており、長木川、下内川などが合流している。これらの支流に挟まれた地域に大館市の市街地がひらけている。盆地内は標高40mから100mほどで、平均的には標高60m前後となっている。
盆地の東側の山地は高森山地になっており、ここを米代川が東西に横断している。さらに上流（高森山地の東側）には花輪盆地（鹿角盆地）（標高100m）が形成されている。花輪盆地と大館盆地は十二所駅付近の谷で接続されていて、中世には要害として城があった。また、近世には十二所が秋田藩（久保田藩）と南部藩（盛岡藩）との領地境になっていた。
盆地の西側では、北の白神山地と南の摩当山地の尾根が接近し、奥羽本線早口駅付近で狭まっている。この付近より西を鷹巣盆地と呼んでいる。
米代川を上流側から俯瞰すると、花輪盆地（標高160-100m）、大館盆地（標高60-50m）、鷹巣盆地（標高30-20m）が階段状に連なり、河口部には能代平野が広がっている。

## 地質的特徴

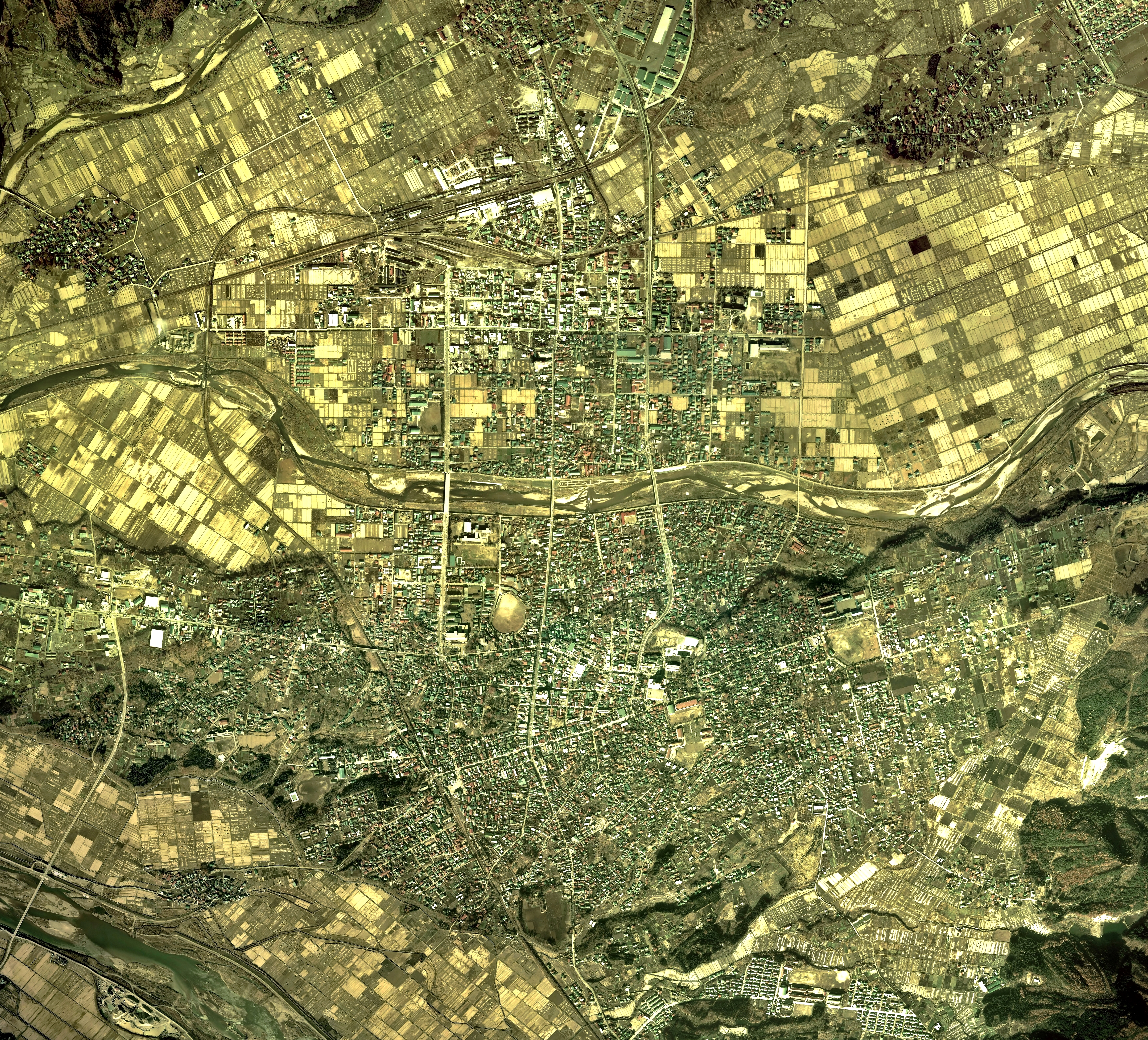
大館市中心部（1975年）。河川に沿う沖積地に水田が、火砕流台地上に市街地が形成されている。

東北地方の西部では南北に内陸盆地が列状に分布している。米代川上流の花輪盆地、中流の大館盆地・鷹巣盆地、さらに雄物川中流の横手盆地、最上川中流の新庄盆地・山形盆地などがこれにあたり、これらを総称して「中央窪地帯」と呼ぶこともある。これらはいずれも、奥羽山脈の隆起（1500万-1200万年前）と、それに続く出羽山地の隆起によって他地域と切り離されてできたものである。そのためこれらの盆地では、奥羽山脈から西の日本海へ向かう河川が、先行河川となって盆地を横切り、出羽山地を南北に分断している。
大館盆地の場合には、奥羽山脈と出羽山地の隆起によって盆地の原型が形成されたのは鮮新世の前期で、500万年から400万年前と考えられている。その後、100万年前頃に新しい隆起によって花輪盆地が形成された。
その後、米代川の上流から中流の河岸段丘が十和田火山に由来する火山堆積物で埋められて平地が形成された。特に上流の花輪盆地や中流の大館盆地ではそれが顕著で、大館盆地では20万年から25万年前に火山堆積物の平坦面が形成されたと考えられている。その後、完新世米代川が沖積地を形成しており、川に沿った沖積地は水田として、火砕流の堆積面である舌状台地は市街地として発展している。
このように大館盆地は比較的新しい地質によって埋められているため、活断層の痕跡が乏しく、その存否は不詳である。

## 大館盆地内の主な自然地理
河川
- 米代川
  - 長木川
    - 下内川
      - 乱川 (秋田県)

  - 犀川 (秋田県)
  - 引欠川

山
- 達子森

## 小史
米代川と長木川の合流地点付近の段丘上には200あまりの縄文遺跡が分布している。古代には元慶の乱で秋田城に対する反乱を起こした地域として「火内」という村名が挙げられており、これが大館盆地にあったと考えられている。また、奥州藤原氏が源頼朝に攻め滅ぼされた際には、当主の藤原泰衡がここで没したとも伝えられている。
中世には浅利氏が入り、比内郡（大館盆地と鷹巣盆地を含む）一帯を支配した。東の花輪盆地（鹿角盆地）は鹿角四頭と呼ばれる諸氏が割拠し、南部氏の影響下にあった。一方、西方では秋田氏が勢力を拡大し、中世から戦国期にかけては、大館盆地の西縁部では浅利氏と秋田氏、東縁部は浅利氏と南部氏の勢力争いの地となった。浅利氏は北の津軽氏を後ろ盾として秋田氏と激しく対立したが、津軽氏もしばしば大館盆地への進出を目論んでいた。
戦国末期には秋田氏が優勢となって大館盆地の支配を確立したが、まもなく佐竹氏が秋田に改易されて入封し、佐竹義宣の従兄弟にあたる小場義成が大館城の城主となった。以来、幕末まで小場家（3代目からは「佐竹西家」を名乗る）が大館城を守った。
戊辰戦争では秋田藩が新政府側についたため、旧幕府側の南部藩が十二所方面から侵入し、一時は大館城を陥落させた。秋田藩勢は、大館盆地・鷹巣盆地から退き、鷹巣盆地と能代平野を結ぶ谷であるきみまち阪に陣取って防衛戦を成功させ、攻勢に転じて大館上を奪還した。これにより盛岡藩は降伏した。（詳細は秋田戦争および大館周辺の戦い参照。）
近代以降は旧大館城を中心に市街が発展し、1953（昭和28）年に大館市が成立、以後、近隣町村を編入して拡大している。